# Papilio rogeri
Papilio rogeri är en fjärilsart som beskrevs av Jean Baptiste Boisduval 1836. Papilio rogeri ingår i släktet Papilio och familjen riddarfjärilar. Inga underarter finns listade i Catalogue of Life.

## Bildgalleri

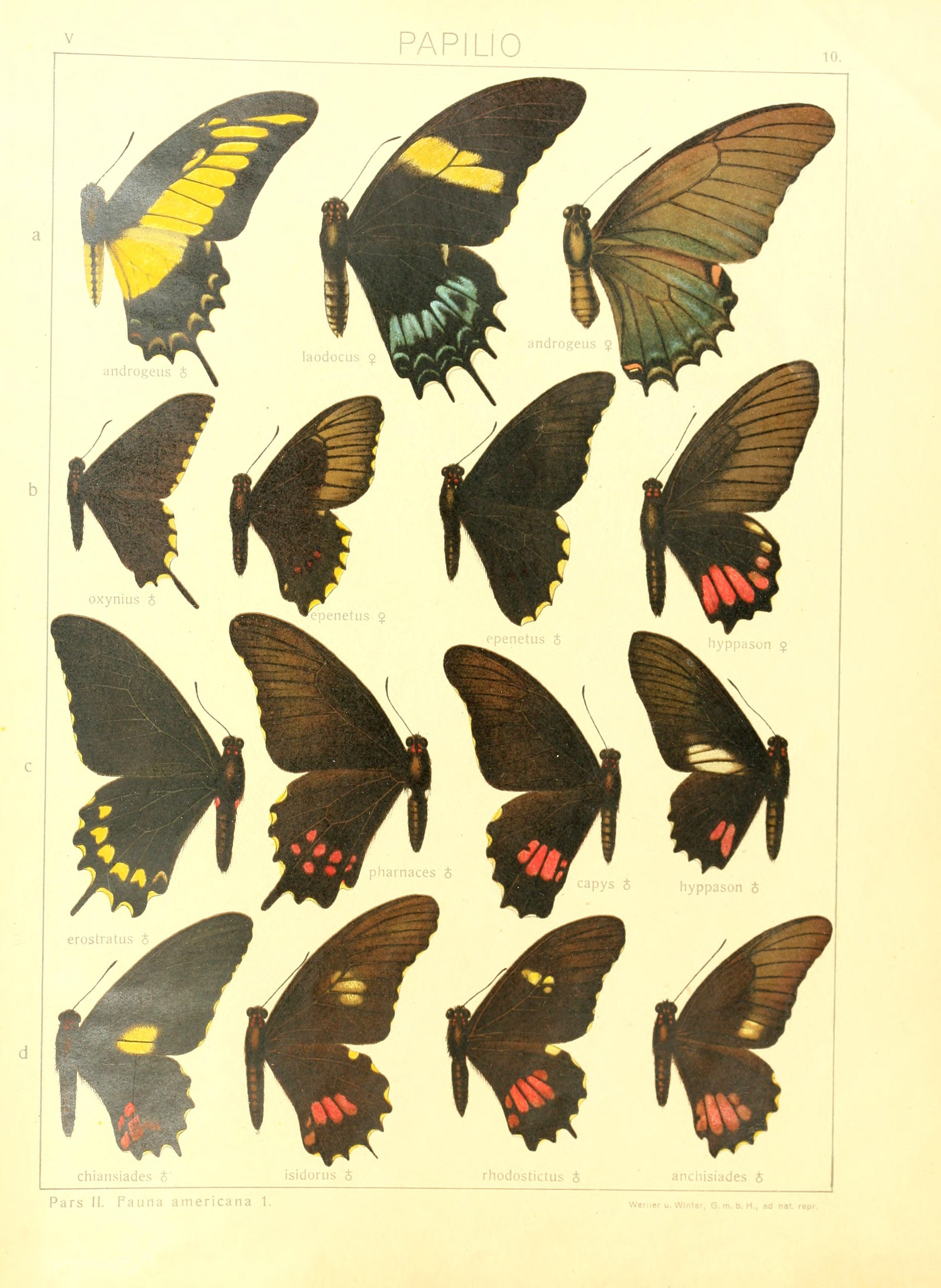
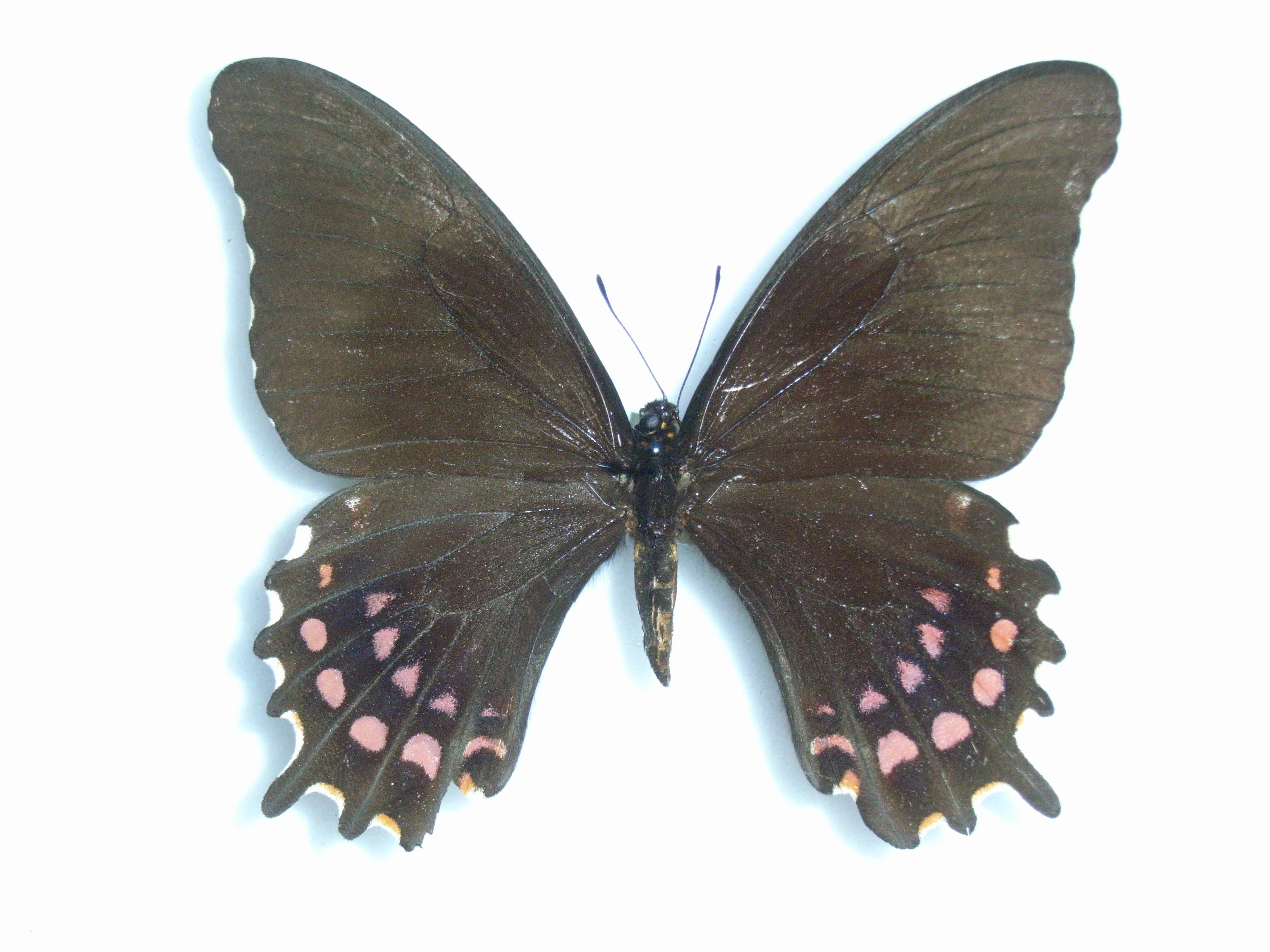
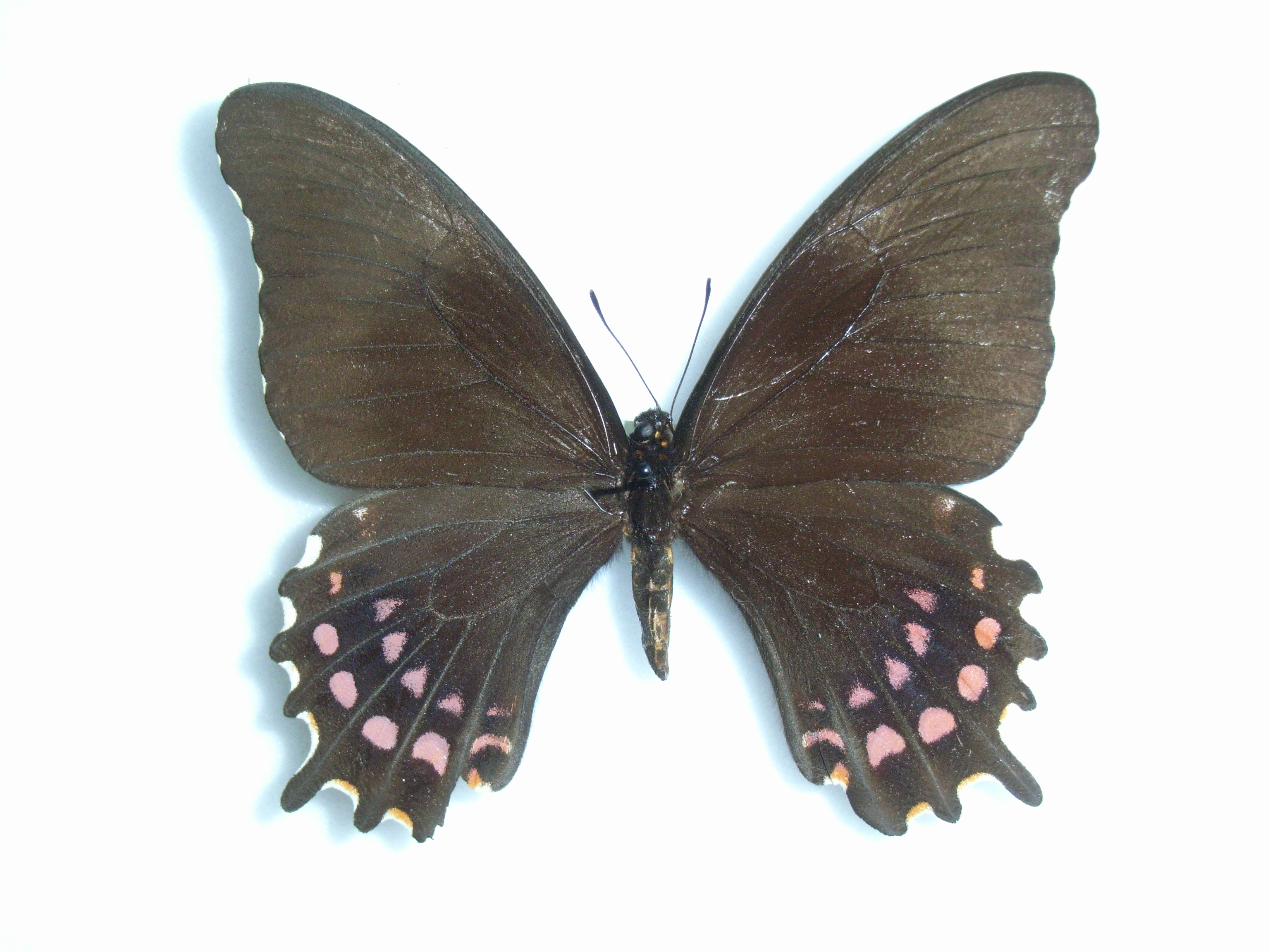
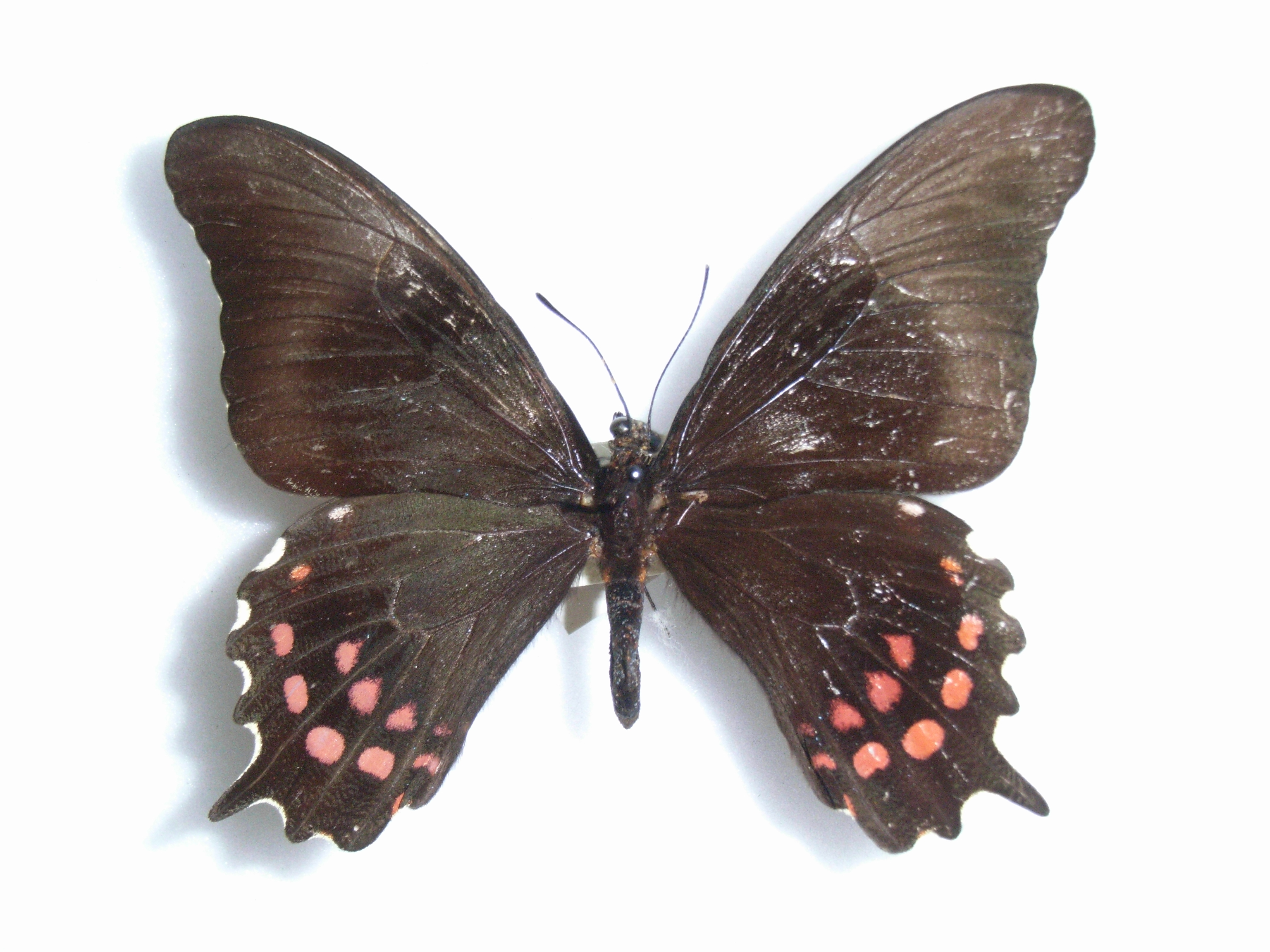